# Фриденхаймер Штрассе (станция метро)
«Фриденхаймер Штрассе» (нем. Friedenheimer Straße) — станция Мюнхенского метрополитена, расположенная на линии  между станциями «Лаймер Плац» и «Вестендштрассе». Станция находится в районе Лайм (нем. Laim).

## История
Открыта 24 марта 1988 года в составе участка «Вестендштрассе» — «Лаймер Плац». Станция названа именем ранее здесь находившейся усадьбы помещика Фриденхайма (нем. Friedenheim). До 29 мая 1999 года также ходила линия .

## Архитектура и оформление
Однопролётная станция мелкого заложения. Потолок платформы отделан зелёными панелями, а потолок над путями оставлен не облицован — бетон. Путевые стены белые с тонкими зелёными полосами, которые проходят косо слева направо снизу вверх. Имеет два выхода по обоим концам платформы. Примерно на высоте человеческого роста по всей путевой стене проходит жёлтая полоса. В восточном торце платформы расположен лифт.

## Таблица времени прохождения первого и последнего поезда через станцию
|                                    | Воскресенье — Четверг (ч:мм) | Пятница — Суббота (ч:мм) |
|                                    | первый                       |                          |
| последний                          |                              |                          |
| В сторону станции «Лаймер Плац»    | 4:41                         | 4:41                     |
| В сторону станции «Лаймер Плац»    | 1:23                         | 2:23                     |
| В сторону станции «Вестендштрассе» | 4:22                         | 4:22                     |
| В сторону станции «Вестендштрассе» | 1:04                         | 2:04                     |

## Пересадки
Нет возможности пересадки на другие виды общественного транспорта.
| Предыдущая станция | Расстояние | Линия | Расстояние | Следующая станция |
| ------------------ | ---------- | ----- | ---------- | ----------------- |
| Лаймер Плац        | 670 м      |       | 791 м      | Вестендштрассе    |